# ペイン・ハスラーズ
『ペイン・ハスラーズ』（原題：Pain Hustlers）は、2023年制作のアメリカ合衆国の映画。職を失ったシングルマザーが不正な金儲けの陰謀に巻き込まれていく姿を描く。2018年にエヴァン・ヒューズが執筆しニューヨーク・タイムズ・マガジンに掲載された、実際に起きた製薬会社の不法事件に関する記事「The Pain Hustlers」と、2022年にリリースされた同著者による小説「The Hard Sell」に基づいて制作された。
2023年10月27日からNetflixで配信される。

## あらすじ
職を失ったシングルマザーのライザは、製薬販売員のピートとの出会いをきっかけに、経営難の製薬スタートアップ企業に就職する。
おかげで家計は上向きに転じるが、ライザは危険で不正な金儲けの陰謀に巻き込まれ、倫理的に疑わしい道へと足を踏み入れていくことに…。

## キャスト
※括弧内は日本語吹替。
- ライザ・ドレイク：エミリー・ブラント（園崎未恵）
- ピート・ブレナー：クリス・エヴァンス（加瀬康之）
- ジャック・ニール：アンディ・ガルシア（沢木郁也）
- ジャッキー・ドレイク：キャサリン・オハラ（宮寺智子）
- ブレント・ラーキン：ジェイ・デュプラス（中島智彦）
- ネイサン・ライデル：ブライアン・ダーシー・ジェームズ（藤吉浩二）
- フィービー・ドレイク：クロエ・コールマン（川勝未来）
- エリック・ペイリー：アミット・シャー（村井雄治）
- オーブリー・ダラー

## 評価
レビュー・アグリゲーターのRotten Tomatoesでは111件のレビューで支持率は23%、平均点は4.80/10となった。Metacriticでは34件のレビューを基に加重平均値が44/100となった。